# Alessio Olivieri
Alessio Olivieri (Genua, 15 februari 1830 – Cremona, 15 maart 1867) was een Italiaans componist en militaire kapelmeester.
Over deze componist is niet veel bekend. Hij was kapelmeester van het Italiaanse 2° Reggimento Brigata Savoia. In heel Italië is vooral zijn in 1858 gecomponeerde Inno di Garibaldi "Si scopron le tombe" bekend, waarmee hij de Italiaanse eenheidsstrijder Giuseppe Garibaldi een muzikaal monument zette. De beroemde tenor Enrico Caruso heeft dit werk ook gezongen en op 26 september 1918 op plaat opgenomen. Zijn "Italiaanse patriottische liederen" werden in de jaren 1910 door de John-Philip-Sousa Band op plaat opgenomen.

## Composities

### Werken voor orkest
- 1858 Inno di Garibaldi "Si scopron le tombe", voor gemengd koor en orkest – tekst: Luigi Mercantini

### Werken voor harmonieorkest
- 1858 Inno di Garibaldi "Si scopron le tombe", voor gemengd koor en harmonieorkest – tekst: Luigi Mercantini
- Italian patriotic airs

### Werken voor gitaar
- Inno a Garibaldi

### Werken voor accordeon
- Patriotic airs of the Allies